# Medalla Presidencial de la Libertad
La Medalla Presidencial de la Libertad (en inglés: Presidential Medal of Freedom) es una condecoración otorgada por el presidente de los Estados Unidos, considerada como la distinción civil más alta del país. Está diseñada para dar reconocimiento a las personas que han llevado a cabo «una contribución especialmente meritoria a la seguridad o los intereses nacionales de los Estados Unidos, la paz mundial, cultural o en otras importantes iniciativas públicas o privadas». Aunque es una condecoración civil otorgada por orden ejecutiva (y no por una decisión de la Junta de jefes de Estado Mayor), también puede ser concedida a militares, que pueden lucirla en su uniforme.

## Historia de la adjudicación
Fue establecida por el presidente Harry S. Truman en 1945 para honrar el servicio durante la Segunda Guerra Mundial. Mediante el decreto ejecutivo 9590, firmado el 21 de julio de 1945; Registro Federal 10 FR 9203, 25 de julio de 1945. El presidente John F. Kennedy modificó la entrega de la medalla en 1963 mediante un decreto ejecutivo 11085, expandiendo el propósito de la entrega de la medalla.
La medalla se concede anualmente, en vísperas de la celebración del cuatro de julio, y otras veces elegido por el presidente. Los beneficiarios son seleccionados por el presidente, bien a iniciativa de este o sobre la base de recomendaciones. El fin de la reactivación de la medalla también amplió el tamaño y las responsabilidades de la Junta del Servicio Civil para distinguir el premio, por lo que podría servir como una fuente importante de recomendaciones.
La medalla puede concederse a una persona más de una vez (por ejemplo, John Kenneth Galbraith y Colin Powell), y también podrá concederse a título póstumo (por ejemplo, Paul Bryant , John F. Kennedy y Roberto Clemente).
|  |  |

## La medalla

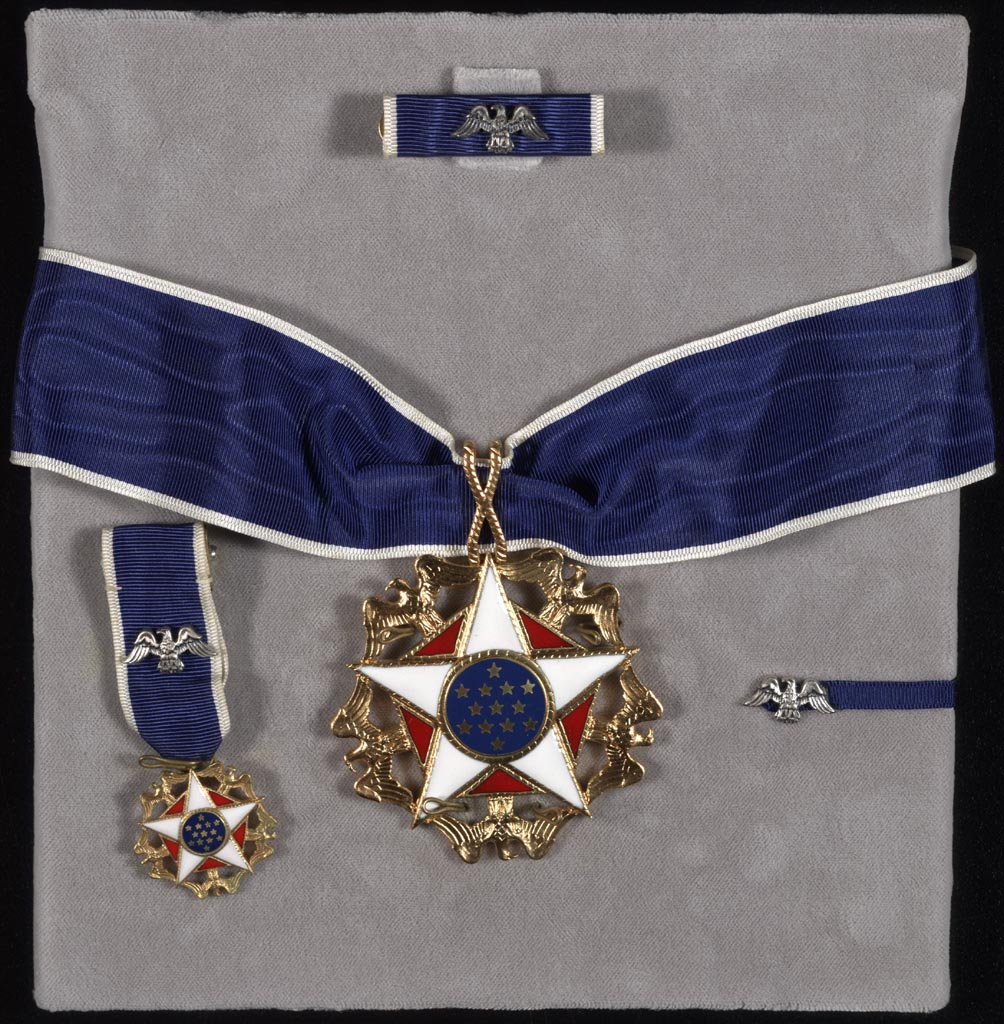
La medalla y otros accesorios decorativos en miniatura, con cierre de corbata.

La insignia de la Medalla Presidencial de la Libertad tiene forma de una estrella, esmaltada en oro blanco, con un pentágono de esmalte de color rojo detrás de ella; el disco tiene trece estrellas doradas sobre fondo azul esmalte (tomado del Gran Sello de los Estados Unidos) en su interior un anillo de oro. Águilas de Oro de América con alas de pie entre los puntos de la estrella. Se lleva alrededor del cuello en un listón azul con franjas blancas borde.
Existe una modalidad especial de la medalla, conocida como la Medalla Presidencial de la Libertad con distinción; la medalla cuenta con la estrella, y la cinta se usa como una banda en el hombro derecho, con su roseta (azul con borde blanco, que lleva el disco de la medalla en su centro). La medalla también pueden ser usada en la parte izquierda del pecho, con un águila de plata de América, con la cinta las alas de águila real, en caso de una medalla con distinción.

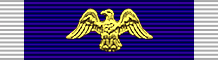
Modalidad con distinción.

## Condecorados

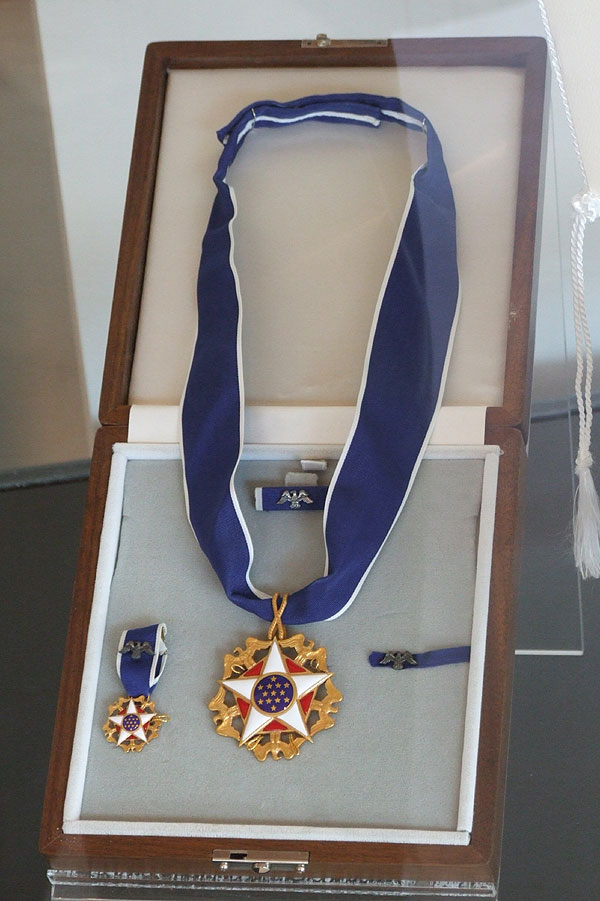
Medalla de Muhammad Ali en el Muhammad Ali Center.

Desde su establecimiento oficial en 1963 se han otorgado 673 medallas:
- 1946: John Kenneth Galbraith, Margaret Utinsky.
- 1947: Marlene Dietrich.
- 1953: Walraven van Hall (póstumo).
- 1954: John Steinbeck.
- 1956: John von Neumann.
- 1959: John Foster Dulles.
- 1963: Juan XXIII (póstumo), John F. Kennedy (póstumo), Andrew Johnson, Edwin Herbert Land, Ludwig Mies van der Rohe, Jean Monnet, Thornton Wilder, Luis Muñoz Marin, Pau Casals.
- 1964: Aaron Copland, Walt Disney, Willem de Kooning, T. S. Eliot, Lewis Mumford.
- 1967: Ellsworth Bunker.
- 1969: Neil Armstrong, Michael Collins, Buzz Aldrin, Duke Ellington, Gregory Peck.
- 1970: Earl Behrens, Edward T. Folliard, William M. Henry, Arthur Krock, David Lawrence, George Gould Lincoln, Raymond Moley, Adela Rogers St. Johns.
- 1976: Arthur Rubinstein, Jesse Owens.
- 1977: Donald Rumsfeld, Henry Kissinger, Martin Luther King (póstumo), James Watson, Lady Bird Johnson, Arthur Fiedler, Irving Berlin, Norman Rockwell.
- 1978: Arthur Goldberg.
- 1979: Margaret Mead.
- 1980: Ansel Adams, John Wayne (póstumo), Lyndon B. Johnson (póstumo), Rachel Carson (póstumo), Tennessee Williams.
- 1981: Charles B. Thornton, Morris I. Leibman, Walter H. Judd, Bryce N. Harlow, Ella T. Grasso, Eubie Blake, Warren Christopher, Kirk Douglas.
- 1982: Philip Habib, Kate Smith.
- 1983: George Balanchine, Billy Graham.
- 1984: Ralph Bunche (póstumo), Anwar as-Sadat (póstumo), Eunice Shriver, Henry M. Jackson (póstumo), Norman Vincent Peale.
- 1985: Count Basie (póstumo), Jacques-Yves Cousteau, Jerome Holland (póstumo), Sidney Hook, Jeane Kirkpatrick, George M. Low, Paul Nitze, Frank Reynolds (póstumo), S. Dillon Ripley, Madre Teresa, Frank Sinatra, James Stewart, Albert Wedemeyer, Chuck Yeager, Juan Trippe (póstumo).
- 1986: Walter Annenberg, Earl H. Blaik, Barry Goldwater, Helen Hayes, Matthew B. Ridgway, Vermont C. Royster, Albert Sabin, Vladimir Horowitz.
- 1988: Milton Friedman.
- 1989: Lech Wałęsa.
- 1991: Dick Cheney, Friedrich August von Hayek, H. Norman Schwarzkopf junior, Javier Pérez de Cuéllar, Luis A. Ferré, Margaret Thatcher, Vernon A. Walters.
- 1992: Isaac Stern, Audrey Hepburn, Elie Wiesel, David Brinkley, Richard Petty, Sam Walton, Ella Fitzgerald.
- 1993: Arthur Ashe (póstumo), William Joseph Brennan, Marjory Stoneman Douglas, James William Fulbright, Thurgood Marshall (póstumo), Colin Powell, Joseph L. Raugh (póstumo), Martha Raye, John Minor Wisdom, Ieoh Ming Pei.
- 1994: Herbert Lawrence Block, – César Chávez (póstumo) – Arthur Flemming, James P. Grant, Dorothy Irene Height, Barbara Jordan, Joseph Lane Kirkland – Robert H. Michel, Robert Sargent Shriver.
- 1995: Peggy Charren, William Thaddeus Coleman, Joan Ganz Cooney, John Hope Franklin, A. Leon Higginbotham, Frank M. Johnson, C. Everett Koop, Gaylord Nelson, Walter P. Reuther – James W. Rouse, William C. Velasquez, Lew Wasserman.
- 1996: Joseph Bernardin, James Brady, Millard Fuller, David Hamburg, John M. Johnson, Eugene Lang, Jan Nowak-Jeziorański, Antonia Pantoja, Rosa Parks, Ginetta Sagan, Morris Udall.
- 1997: Bob Dole, William Perry, John Shalikashvili.
- 1998: Arnold Aronson, Brooke Astor, Robert Coles, Justin Dart, Jr., James Farmer, Frances Hesselbein, Fred Korematsu, Sol Linowitz, Wilma Mankiller, Margaret Murie – Mario G. Obledo, Elliot L. Richardson, David Rockefeller, Albert Shanker (póstumo), Elmo R. Zumwalt.
- 1999: Lloyd Bentsen, Edgar Miles Bronfman senior, Jimmy Carter, Rosalynn Carter, Evy Dubrow, Isolina Ferré, Gerald Ford, Oliver Hill, Max Kampelman, Edgar Wayburn, Helmut Kohl.
- 2000: Aung San Suu Kyi, James Edward Burke, John Chafee (póstumo), Wesley Clark, William Crowe, Marian Wright Edelman, John Kenneth Galbraith, George Higgins, Jesse Jackson – Mildred Jeffrey, Mathilde Krim, George McGovern, Daniel Patrick Moynihan, Cruz Reynoso, Gardner Taylor, Simon Wiesenthal.
- 2002: Hank Aaron, Bill Cosby, Peter Drucker, Katharine Graham (póstumo), D.A. Henderson, Irving Kristol, Nelson Mandela, Gordon Moore, Nancy Reagan, Fred Rogers, Abraham Michael Rosenthal.
- 2003: Robert L. Bartley, Jacques Barzun, Julia Child, Roberto Clemente Walker, Van Cliburn, Václav Havel, Charlton Heston, Edward Teller, R. David Thomas, Byron Raymond White, James Q. Wilson, John Wooden.
- 2004: Paul Bremer, Tommy R. Franks, George Tenet, Edward W. Brooke, Doris Day, Vartan Gregorian, Gilbert M. Grosvenor, Gordon B. Hinckley, Juan Pablo II, Estée Lauder, Rita Moreno, Arnold Palmer, Arnall Patz, Norman Podhoretz, Walter B. Wriston.
- 2005: Muhammad Ali, Carol Burnett, Vinton G. Cerf, Robert Conquest, Aretha Franklin, Alan Greenspan, Andy Griffith, Paul Harvey, Robert E. Kahn, Sonny Montgomery, Richard B. Myers, Jack Nicklaus, Frank Robinson, Paul Rusesabagina, Anna Walentynowicz.
- 2006: Ruth Johnson Colvin, Norman Francis, Paul Johnson, B. B. King, Joshua Lederberg, David McCullough, Norman Mineta, John O'Neil, William Safire, Natan Scharanski.
- 2007: Gary Becker, Oscar Elias Biscet, Francis Collins, Benjamin L. Hooks, Brian P. Lamb, Harper Lee, Ellen Johnson-Sirleaf.
- 2008: Ben Carson, Anthony Fauci, Tom Lantos, Peter Pace, Donna Shalala, Laurence Silberman.
- 2009: Tony Blair, Álvaro Uribe Vélez, John Howard, Ted Kennedy, Mary Robinson, Chita Rivera, Stephen Hawking.
- 2010: George H. W. Bush, Angela Merkel, John Lewis, John H. Adams, Maya Angelou, Warren Buffett, Jasper Johns, Gerda Weissmann Klein, Tom Little (póstumo), Yo-Yo Ma, Sylvia Mendez, Stan Musial, Bill Russell, Jean Kennedy Smith, John J. Sweeney.[3]
- 2011: Bill Russell.
- 2012: Shimon Peres, John Glenn, Bob Dylan.[4]
- 2013: Bill Clinton, Sally Ride (póstumo), Mario Molina, Oprah Winfrey, Ben Bradlee.[4]
- 2014: Jaime y Samantha, Isabel Allende, Tom Brokaw James Chaney,  Andrew Goodman, Michael Schwerner, Mildred Dresselhaus, John Dingell, Ethel Kennedy, Suzan Harjo, Robert Solow, Meryl Streep, Marlo Thomas, Stevie Wonder.[5]
- 2015: Gloria Estefan, Emilio Estefan, Barbra Streisand, Katherine Johnson, Steven Spielberg, Evelyn Miralles.[6]
- 2016: Michael Jordan, Kareem Abdul Jabbar, Ellen DeGeneres,[7] Frank Gehry, Maya Lin, Robert De Niro, Tom Hanks, Robert Redford, Cicely Tyson, Diana Ross, Bruce Springsteen, Grace Hopper (póstumo), Margaret Hamilton, Lorne Michaels, Bill Gates, Melinda Gates.
- 2017: Joe Biden.
- 2018: Elvis Presley (póstumo), Babe Ruth (póstumo), Antonin Scalia (póstumo), Roger Staubach, Alan Page, Miriam Adelson, Orrin Hatch.
- 2019: Tiger Woods, Mariano Rivera, Arthur Laffer.
- 2020: Dan Gable, Lou Holtz, Jack Keane, Rush Limbaugh, Jim Ryun.
- 2021: Babe Didrikson Zaharias (póstumo), Devin Nunes, Jim Jordan, Gary Player, Annika Sörenstam.
- 2022: Alan Simpson, Megan Rapinoe, Simone Biles, Steve Jobs (póstumo), John McCain (póstumo), Richard Trumka (póstumo), Denzel Washington.
- 2024: Michael Bloomberg, Gregory J. Boyle, Jim Clyburn, Elizabeth Dole, Phil Donahue, Medgar Wiley Evers (póstumo), Al Gore, John Kerry, Frank Lautenberg (póstumo), Katie Ledecky, Opal Lee, Ellen Ochoa, Nancy Pelosi, Jane Rigby, Teresa Romero, Judy Shepard, Jim Thorpe (póstumo), Michelle Yeoh.
- 2025: José Andrés, Bono, Ashton Carter (póstumo), Hillary Clinton, Michael J. Fox, Fannie Lou Hamer (póstumo), Tim Gill, Jane Goodall, Magic Johnson, Robert F. Kennedy (póstumo), Ralph Lauren, Lionel Messi, Bill Nye, George Romney (póstumo), David Rubenstein, George Soros, George Stevens Jr., Denzel Washington, Anna Wintour, Francisco